# Guldkremla
Guldkremla (Russula aurea) är en ovanlig art av svampar som växer i lövskogar i Europa under sommar och tidig höst. Till skillnad från många andra rödhattade svampar av kremlor är denna svamp ätbar.